# Poropanchax normani
Poropanchax normani is een straalvinnige vissensoort uit de familie van de Afrikaanse lichtogen (Procatopodidae) De wetenschappelijke naam van de soort is voor het eerst geldig gepubliceerd in 1928 door Ahl.
De vis is gekend als het Afrikaans blauwoogje. Het is een tropische scholenvis die ook als aquariumvis gehouden wordt. De soort komt van nature voor in Afrika, ten zuiden van de Sahel.